# Any Day Now (album de Joan Baez)
Pour les articles homonymes, voir Any Day Now.
Albums de Joan Baez
Baptism: A Journey Through Our Time
(1968) David's Album
(1969)
Any Day Now est le huitième album studio de Joan Baez, sorti en 1968. Il se compose entièrement de reprises de Bob Dylan.

## Titres
Toutes les chansons sont écrites et composées par Bob Dylan.
| 1. | Love Minus Zero / No Limit | 2:41 |
| 2. | North Country Blues        | 5:00 |
| 3. | You Ain't Goin' Nowhere    | 2:55 |
| 4. | Drifter's Escape           | 2:50 |
| 5. | I Pity the Poor Immigrant  | 3:45 |

| 6. | Tears of Rage                 | 4:20  |
| 7. | Sad Eyed Lady of the Lowlands | 11:18 |

| 8.  | Love Is Just a Four-Letter Word | 4:25 |
| 9.  | I Dreamed I Saw St. Augustine   | 3:14 |
| 10. | The Walls of Redwing            | 4:25 |
| 11. | Dear Landlord                   | 2:57 |
| 12. | One Too Many Mornings           | 3:10 |

| 13. | I Shall Be Released      | 3:55 |
| 14. | Boots of Spanish Leather | 4:29 |
| 15. | Walkin' Down the Line    | 3:20 |
| 16. | Restless Farewell        | 5:43 |

### Titres bonus
Any Day Now a été réédité en 2005 chez Vanguard avec une nouvelle pochette et deux titres bonus enregistrés en concert :
| No  | Titre               | Durée |
| --- | ------------------- | ----- |
| 17. | Blowin' in the Wind | 3:16  |
| 18. | It Ain't Me Babe    | 3:17  |

## Musiciens
- Joan Baez : chant, guitare
- Fred Carter : mandoline
- Pete Drake : guitare pedal steel
- Johnny Gimble : violon
- Roy Huskey Jr. : basse
- Tommy Jackson : violon
- Jerry Kennedy : guitare
- Jerry Reed : guitare
- Harold Bradley : guitare, dobro
- Hargus Robbins : piano
- Stephen Stills : guitare
- Harold Rugg : guitare, dobro
- Grady Martin : guitare
- Buddy Spicher : violon
- Norbert Putnam : basse
- Kenny Buttrey : batterie